# 고봉포항
고봉포항(高峯浦港)은 인천광역시 옹진군 백령면 진촌5리, 백령도 섬에 있는 어항이다. 2006년 8월 30일 어촌정주어항으로 지정되었다. 어항관리청은 옹진군수이다.

## 어항구역
본 항의 어항구역은 다음과 같다.
- 고봉포항 서쪽 기점에서 북쪽으로 127m, 동쪽으로 239m, 남쪽으로 163m지점을 순차적으로 연결하는 선 내의 공유수면(39,524m2)

## 어항 시설
- 선착장 103m, 방파제 126m

## 주요 어종
- 광어, 우럭, 꽃게, 까나리, 전복, 굴